# Brijder Verslavingszorg
Brijder is een instelling voor verslavingszorg in het westen van Nederland met ruim veertig vestigingen van Texel tot Zeeland. Er werken meer dan duizend medewerkers. Als zelfstandig zorgbedrijf werkt de onderneming binnen de Parnassia Groep. Daarbinnen zijn meerdere gespecialiseerde zorgbedrijven actief.
Naast verslavingszorg (onder andere wat betreft alcohol-, drugs-, medicijn- en gokverslaving) biedt de instelling ook preventieve activiteiten aan ter voorkoming van deze verslavingsproblemen.
Sinds 2008 biedt de organisatie ook online hulpverlening aan voor alcohol, cannabis, drugs, gokken en roken.
Brijder is genoemd naar Klaas Brijder (1920-1999), die ervoor pleitte verslaving niet als crimineel gedrag te beschouwen, maar als een ziekte die behandeld moet worden.